# Louis-Édouard Pie

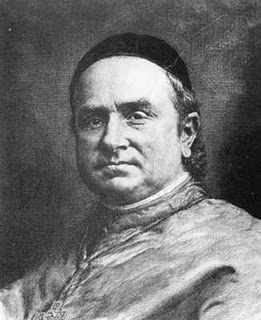
Bischof Louis-Èdouard-François-Désiré Pie (etwa 1860)

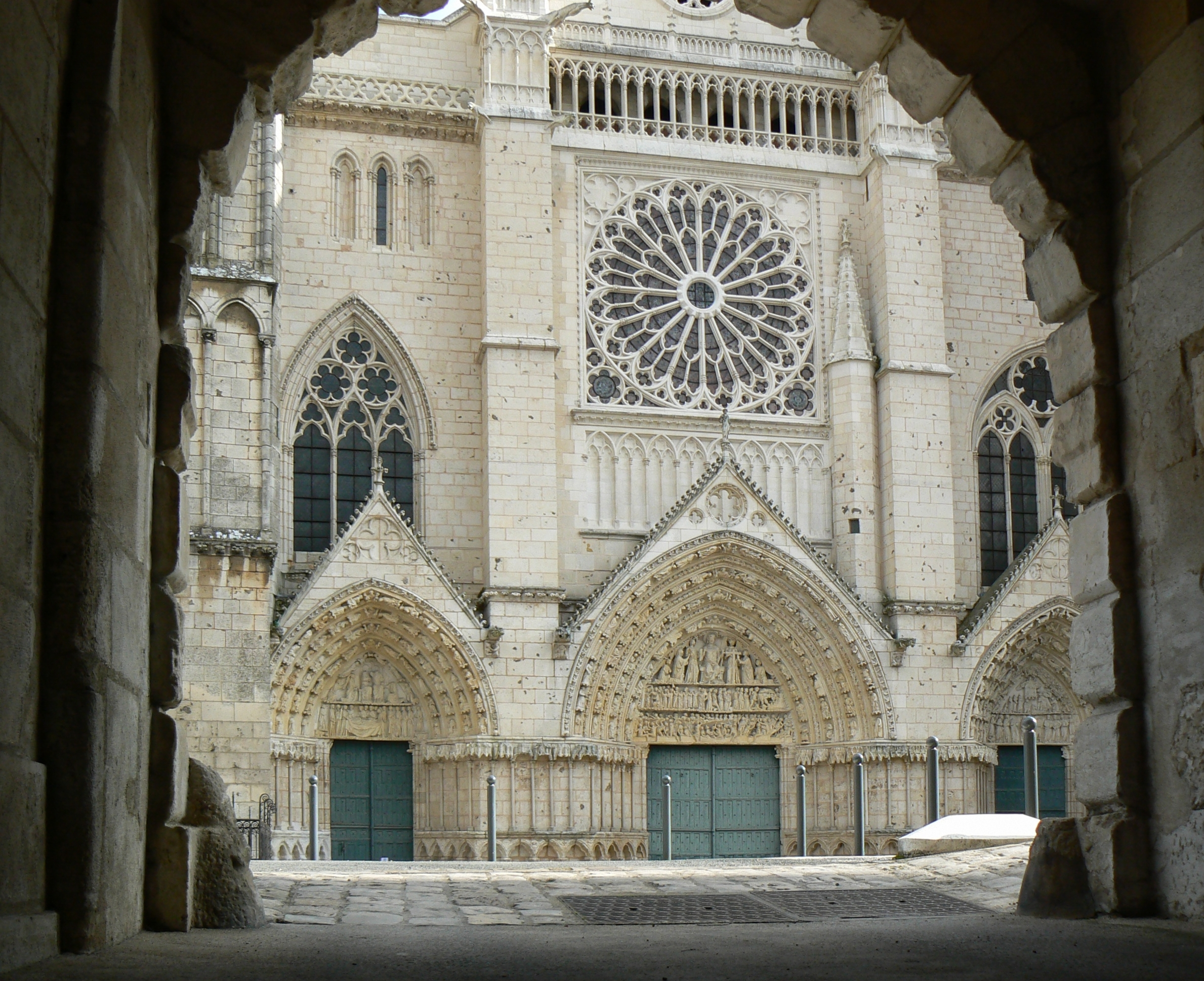
Westfassade der Kathedrale von Poitiers

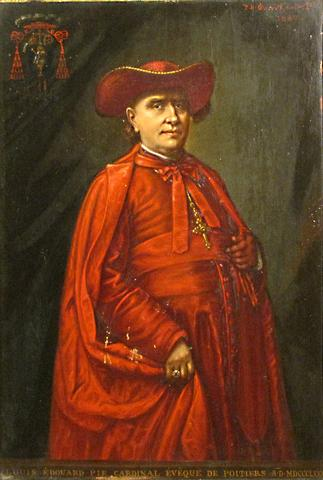
Louis-Édouard Kardinal Pie (Porträt, nach 1879)

Louis-Édouard-François-Désiré Pie (* 26. September 1815 in Pontgouin, Département Eure-et-Loir; † 18. Mai 1880 in Angoulême, Département Charente) war römisch-katholischer Bischof von Poitiers in Frankreich und Kardinal.

## Leben
Louis Pie besuchte das Priesterseminar der Diözese Chartres und war auf dem Priesterseminar St. Sulpice in Paris eingeschrieben. Am 25. Mai 1839 empfing er die Priesterweihe als Diözesanpriester der Diözese Chartres. Danach war er als Vikar in der Kathedrale von Chartres tätig und wurde 1844 zum Generalvikar ernannt.

### Bischof von Poitiers
Seine Wahl zum Bischof von Poitiers erfolgte am 29. Mai 1849 und wurde am 28. September 1849 bestätigt. Der Bischof von Chartres, Claude-Hippolyte Clausel de Montals spendete ihm am 25. November desselben Jahres die Bischofsweihe. Mitkonsekratoren waren Pierre-Louis Parisis, Bischof von Langres, und Jean-Nicaise Gros, Bischof von Versailles.
Schnell wurde Pie zum Führer der französischen Ultramontanen. Er ging als Bischof gegen die „liberalen“ Katholiken vor und wandte sich gegen Félix Antoine Philibert Dupanloup, Bischof von Orléans, der eine mildere Lesart des Syllabus errorum befürwortete. Er war die bestimmende Persönlichkeit der Provinzialsynode der Kirchenprovinz Bordeaux.
Bischof Pie errichtete zahlreiche neue Pfarreien. Sein größtes Anliegen war, die Heiligenverehrung des Hilarius von Poitiers voranzubringen, deshalb errichtete er auch den nationalen Reliquienschrein zu Ehren des Hilarius.
Bischof Pie war anfangs kein Befürworter des Dogmas zur Unfehlbarkeit des Papstes, wie sie die Dogmatische Konstitution Pastor Aeternus von 1870 festlegte. Er änderte seine Meinung jedoch nach der Teilnahme am Ersten Vatikanischen Konzil (1869–1870) und wurde ein Verfechter dieses Dogmas.

### Ordensgründung
Bischof Pie gründete den ambrosianischen Orden der Oblaten des hl. Hilarius von Poitiers und holte die Jesuiten und Benediktiner in sein Bistum.

### Konsekrationen
Bischof Pie weihte Joseph-Frédéric Saivet zum Bischof von Mende, Albert-Marie-Camille de Briev zum Bischof von Saint-Dié und Albert-Marie-Camille de Briey zum Titularbischof von Rhosus (Koadjutorbischof von Meaux) und Charles-Louis Gay zum Weihbischof in Poitiers. Er war Mitkonsekrator bei den Weihen von Antoine-Charles Cousseau zum Bischof von Angoulême, Louis-Théophile Palluc du Parc zum Bischof von Blois und Alexandre-Léopold Sebaux zum Bischof von Angloulême.

### Kardinal
Am 12. Mai 1879, dem ersten Konsistorium des Jahres 1879, wurde er von Papst Leo XIII. (1878–1903) zum Kardinal erhoben, am 22. September 1879 erhielt er das rote Birett. Ihm wurde als Kardinalpriester die Titelkirche Santa Maria della Vittoria in Rom übertragen.
Louis Pie starb am 17. Mai 1880 und wurde in der Kathedrale von Poitiers beigesetzt.

## Ausgewählte Schriften in deutscher Übersetzung
- Kardinal Pie von Poitiers. Nachfolger des heiligen Hilarius. Ausgewählte Texte, herausgegeben und eingeleitet von Michael Fiedrowicz. Carthusianus Verlag, Fohren-Linden 2014, ISBN 978-3-941862-17-3.
- Kardinal Pie von Poitiers – Alles in Christus erneuern. Bischofsworte zur Wiedererrichtung einer christlichen Gesellschaft, herausgegeben von Michael Fiedrowicz. Carthusianus Verlag, Fohren-Linden 2015, ISBN 978-3-941862-19-7.